# Chiavi della città

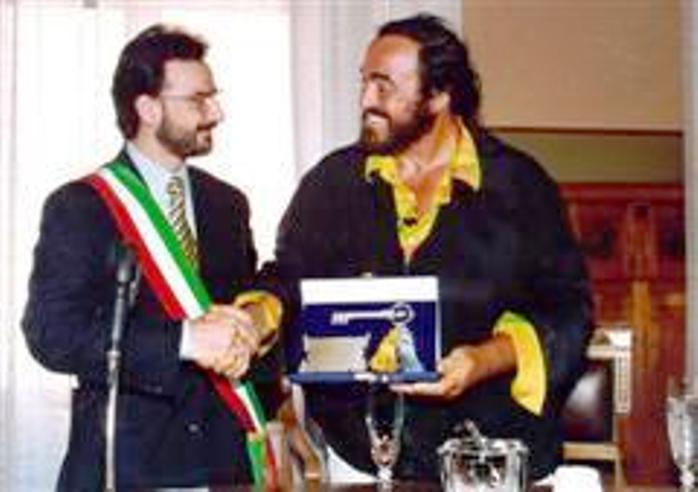
Consegna delle chiavi della città di Portomaggiore a Luciano Pavarotti, 19 giugno 1994

Le chiavi della città sono un'onorificenza consegnata solitamente dal sindaco a una personalità illustre.
Vengono affidate da una località a un personaggio importante come forma di riconoscimento pubblico. I motivi per cui vengono conferite sono vari: l'impegno nella valorizzazione culturale, il coraggio, l'impegno civile o anche il rispetto di particolari tradizioni locali. 
Si tratta di un riconoscimento simbolico risalente al Medioevo, periodo in cui le città erano fortificate e protette da mura con portoni o cancellate le cui serrature venivano chiuse nottetempo. In questo senso, chi possedeva le chiavi era autorizzato a oltrepassare le mura in qualsiasi momento. In senso figurato e metaforico, invece, offrire le chiavi della città nella nostra epoca significa attribuire potere simbolico a una personalità stimata.